# Ďumbierské Tatry
Ďumbierské Tatry jsou geomorfologický podcelek Nízkých Tater. Zabírají vyšší západní, turisticky atraktivnější část pohoří. Velká část území patří do národního parku Nízké Tatry. 

## Poloha a přírodní poměry
Pohoří se táhne v délce asi 50 km směrem ze západu na východ mezi údolími Váhu a Hronu. Na severu sousedí s Liptovskou kotlinou, na jihu ho Horehronské podolí odděluje od Slovenského rudohoří a Bystrických vrchů. Od Starohorských vrchů na západě dělí pohoří Hiadeľské sedlo a od Královohoľských Tater na východě sedlo Čertovica.

### Geomorfologie
Z geomorfologického hlediska je pohoří geomorfologický podcelek Nízkých Tater. 
- Ďumbierské Tatry se člení na části:
  - Ďumbier
  - Prašivá
  - Salatíny
  - Lúžňanská kotlina
  - Demänovské vrchy

### Geologie
Viz hlavní článek Nízké Tatry

### Podnebí
Viz hlavní článek Nízké Tatry

## Turistika
Ďumbierské Tatry patří mezi turisticky nejatraktivnější a po Vysokých Tatrách i nejnavštěvovanější pohoří Slovenska. Vybudovaná nebo v posledních letech výrazně zmodernizovaná střediska poskytují množství hotelů, autokempinků, sedačkových lanovek a vleků. Střediska Jasná, Tále, Srdiečko, Donovaly nebo Čertovica jsou s vysokým komfortem nabízených služeb zajímavá na zimní i letní turistiku.
Pro turisty je přitažlivá zejména nejvyšší centrální část pohoří, kde hlavní hřeben přesahuje čtyřmi vrcholy výšku 2000 m n. m. Hřeben je přístupný lanovkami a množstvím značených stezek. Pro horolezce je atraktivní okolí Ďumbieru a Kohútiku, jakož i vápencové stěny nad Demänovskou ledovou jeskyní.

## Významné vrcholy
| - Ďumbier (2043 m) - Štiavnica (2025 m) - Chopok (2024 m) - Dereše (2004 m) - Skalka (1980 m) - Chabenec (1955 m) - Kotliská (1940 m) - Krúpova hoľa (1928 m) - Zákľuky (1915 m) - Poľana (1890 m) |  | - Bôr (1888 m) - Koňské (1882 m) - Baňa (1859 m) - Besná (1807 m) - Veľký Gápeľ (1777 m) - Veľká Chochuľa (1743 m) - Krakova hoľa (1752 m) - Ďurková (1750 m) - Ludárova hoľa (1732 m) - Veľká Vápenica (1691 m) - Latiborská hoľa (1643 m) |